# Ofiolèucides
Els ofiolèucides (Ophioleucida) són un ordre d'ofiuroïdeus.

## Taxonomia
L'ordre Ophioleucida inclou una trentena d'espècies en dues famílies:
- Família Ophiernidae O'Hara, Stöhr, Hugall, Thuy & Martynov, 2018 (1 gènere)
- Família Ophioleucidae Matsumoto, 1915 (4 gèneres actuals i 3 fòssils)